# Thermalbad Hajdúszoboszló

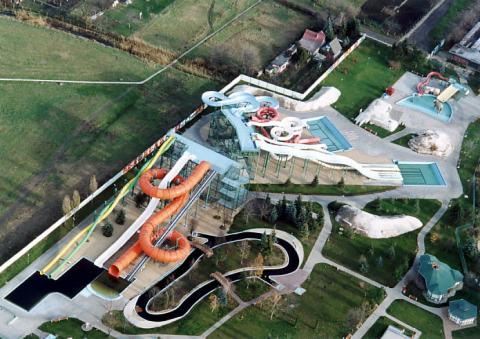
Thermalbad Hajdúszoboszló

Das Thermalbad Hajdúszoboszló in Hajdúszoboszló in Ungarn ist eines der größten und bekanntesten Thermalbäder des Landes.
Es liegt ca. 20 km entfernt von Debrecen an der Autobahn M4, die Ungarn von der Hauptstadt Budapest ostwärts bis Debrecen durchquert.
Das Thermalbad verfügt über ein Wellenbad, Wasserrutschen, vier Thermalbecken mit 24, 28, 32 und 38 °C, ein Sportbecken mit 50-m-Bahnen, ein Lehrschwimmbecken und ein Kinderbecken.
Im Bad integriert ist ein Aquapark mit verschiedenen Rutschen in vielen Formen und Längen.
Ein eigener See mit Meeresstrand und Wellenbad ist der Mittelpunkt des Bades. Auf einem zweiten See kann der Besucher bootfahren. Eine Insel im See ist für Nudisten reserviert.
Im medizinischen Bereich des Bades werden krankengymnastische Anwendungen angeboten. Es können günstige Kuren in verschiedenen Kategorien mit und ohne ärztlicher Betreuung ausgeführt werden. Die Kuren in Hajdúszoboszló werden nicht nur durch ungarische Krankenkassen, sondern auch durch Kassen anderer Länder anerkannt und die Kosten teilweise auch von ihnen getragen.
Rund um das Bad sind zur Erhöhung des touristischen Komforts Tennisplätze, Minigolfbahnen in gepflegten Parkanlagen sowie große Liegewiesen angelegt. Auch verschiedene Geschäfte wie Kioske, Verkaufsstände, Restaurants und ein Friseur sind vorhanden.
Vor dem Thermalbad können Veranstaltungen wie Konzerte und Vorführungen von Folkloregruppen ausgerichtet werden.